# Eddy Ferhi
Eddy Ferhi (* 26. November 1979 in Charenton-le-Pont) ist ein ehemaliger französischer Eishockeytorwart, der zwischen 2006 und 2011 mit Brûleurs de Loups de Grenoble mehrere nationale Titel gewann.

## Karriere

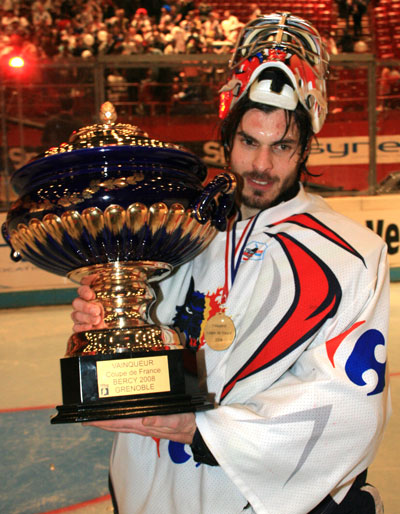
Eddy Ferhi mit der Coupe de France

Eddy Ferhi begann seine Karriere als Eishockeyspieler in der Nachwuchsabteilung des Traditionsvereins Français Volants. Von 1999 bis 2003 studierte er an der Sacred Heart University, für deren Eishockeymannschaft er parallel in der National Collegiate Athletic Association spielte. Gegen Ende der Saison 2002/03 gab der Torwart sein Debüt im professionellen Eishockey für die Cincinnati Mighty Ducks in der American Hockey League. Dies blieb sein einziger Profieinsatz bis Saisonende. In der folgenden Spielzeit lief er 19 Mal für die Mighty Ducks in der AHL auf sowie in drei Spielen für die San Diego Gulls aus der ECHL, für die er in der Saison 2004/05 insgesamt 30-mal auf dem Eis stand.
Im Sommer 2005 kehrte Ferhi nach Europa zurück und erhielt einen Vertrag in der französischen Ligue Magnus bei Anglet Hormadi Élite, wo er sich in Frankreichs höchster Eishockeyliga durchsetzte. Nach einem Jahr wechselte er zum Konkurrenten Brûleurs de Loups de Grenoble. Bei diesem war er in den folgenden fünf Jahren als Stammtorwart ein sicherer Rückhalt und gewann mit Grenoble in diesem Zeitraum zweimal den französischen Meistertitel (2007 und 2009), zweimal die Coupe de France (2008 und 2009), dreimal die Coupe de la Ligue (2007, 2009 und 2011). Auch er selbst wurde mehrfach ausgezeichnet. In den Jahren 2007 und 2008 erhielt er jeweils die Trophée Jean Ferrand als bester Torwart der Ligue Magnus, in deren All-Star Team er 2008, 2009 und 2010 jeweils gewählt wurde. 
Aufgrund besserer beruflicher Möglichkeiten bei einer Marketingfirma verließ er 2011 Grenoble und spielte für seinen Ex-Klub Anglet Homardi Élite in der zweiten französischen Spielklasse, der Division 1. 2014 beendete er seine Karriere endgültig und kehrte in der Saison 2016/17 auf Amateurebene bei Français Volants Paris aufs Eis zurück.

### International

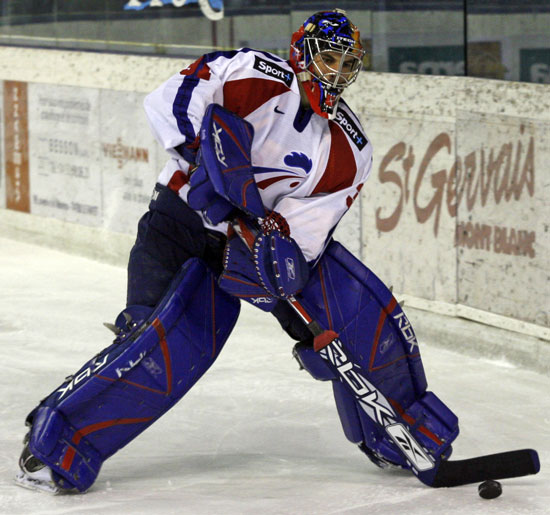
Eddy Ferhi im Trikot der Nationalmannschaft

Für Frankreich nahm Ferhi im Juniorenbereich an der U18-Junioren-B-Europameisterschaft 1997 sowie der U20-Junioren-B-Weltmeisterschaft 1999 teil. Im Seniorenbereich stand er im Aufgebot seines Landes bei den B-Weltmeisterschaften 2006 und Eishockey-Weltmeisterschaft der Herren 2007 sowie bei den A-Weltmeisterschaften 2008, 2009 und 2010.

## Erfolge und Auszeichnungen
| - 2007 Trophée Jean Ferrand - 2007 Französischer Meister mit Brûleurs de Loups de Grenoble - 2007 Coupe de la Ligue mit Brûleurs de Loups de Grenoble - 2008 Trophée Jean Ferrand - 2008 Coupe de France mit Brûleurs de Loups de Grenoble - 2008 Trophée des Champions-Gewinn mit Brûleurs de Loups de Grenoble - 2008 Ligue Magnus All-Star Team | - 2009 Französischer Meister mit Brûleurs de Loups de Grenoble - 2009 Coupe de France mit Brûleurs de Loups de Grenoble - 2009 Coupe de la Ligue mit Brûleurs de Loups de Grenoble - 2009 Trophée des Champions-Gewinn mit Brûleurs de Loups de Grenoble - 2009 Ligue Magnus All-Star Team - 2010 Ligue Magnus All-Star Team - 2011 Coupe de la Ligue mit Brûleurs de Loups de Grenoble |

### International
- 2007 Aufstieg in die Top-Division bei der Weltmeisterschaft der Division I